# Closterotomus norwegicus
Closterotomus norvegicus är en insektsart som först beskrevs av Gmelin 1790.  Closterotomus norwegicus ingår i släktet Closterotomus och familjen ängsskinnbaggar. Arten är reproducerande i Sverige. Inga underarter finns listade i Catalogue of Life.

## Bildgalleri

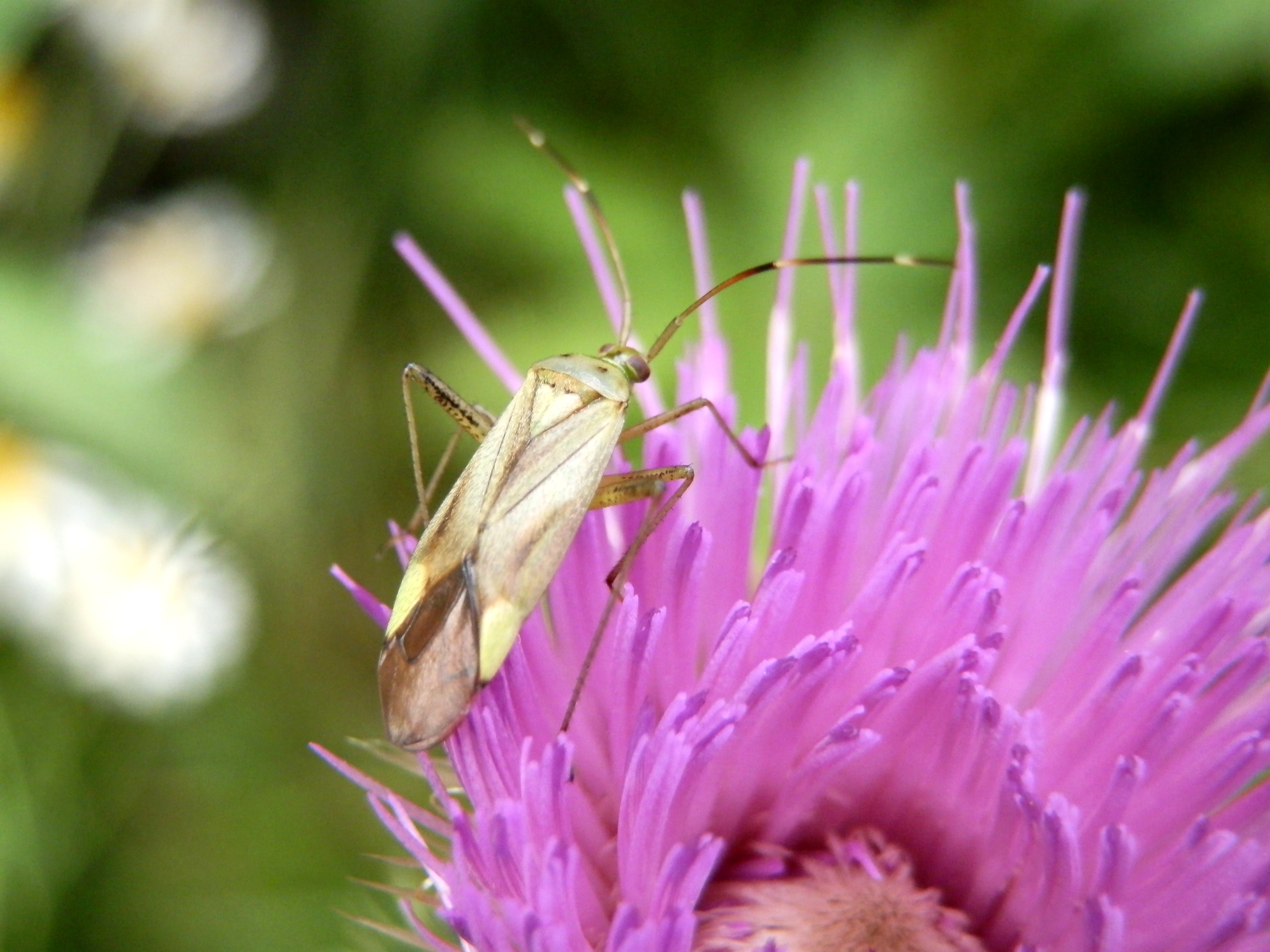
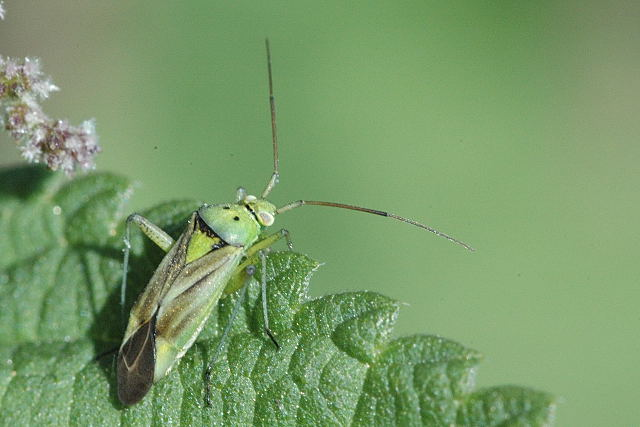
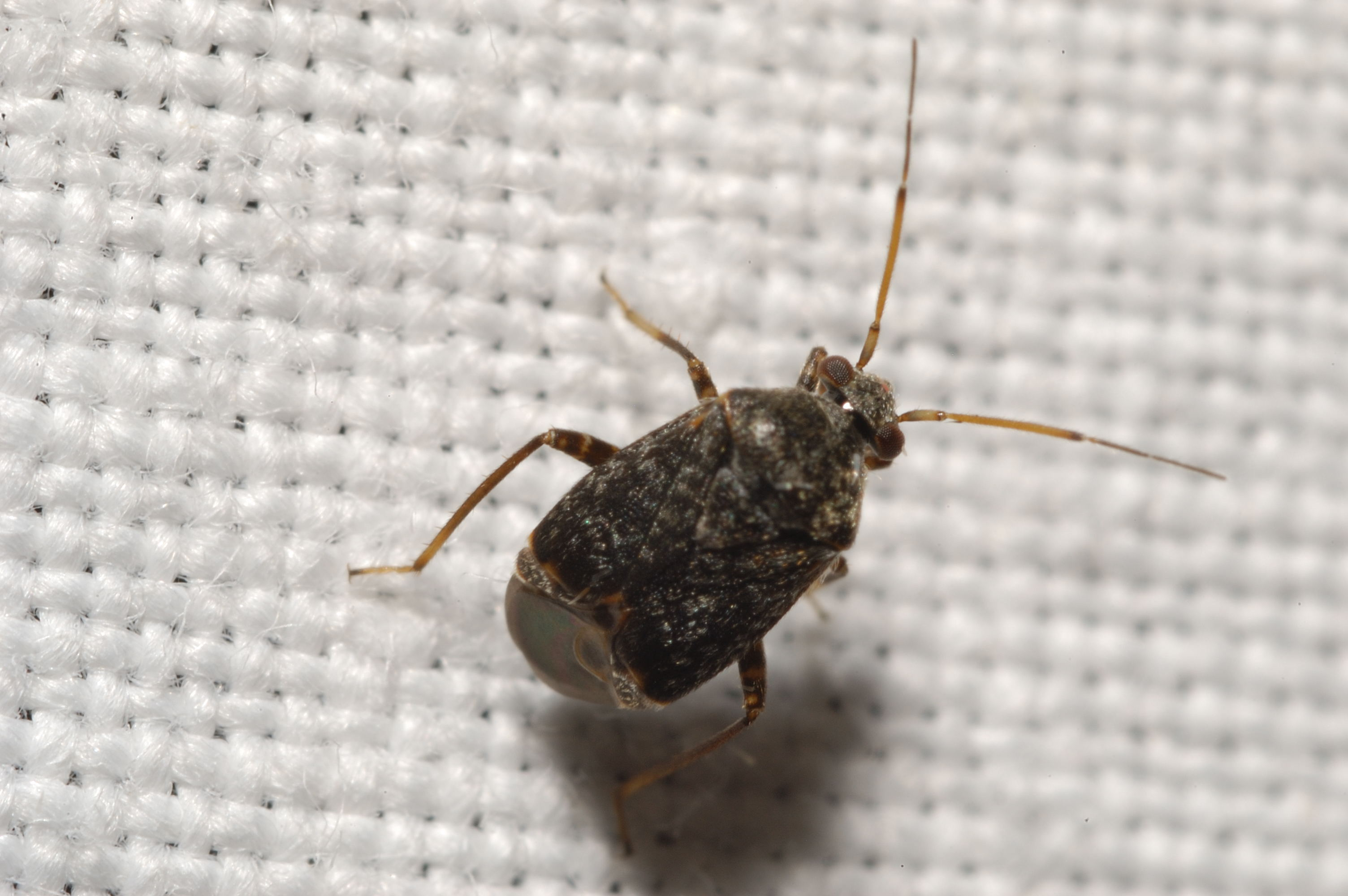
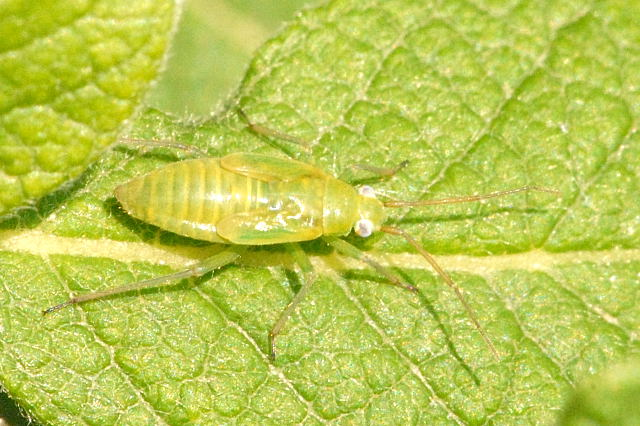